# NBL 1979
Die NBL 1979 war die 1. Austragung der australasischen National Basketball League. Die mit zehn Teams aus Australien ausgetragene Meisterschaft begann am 24. Februar 1979 und endete am 10. Juni 1979. Im Finale konnte sich die St. Kilda Saints gegen die Canberra Cannons in einem Spiel durchsetzen und damit ihren ersten Meistertitel erringen.

## Modus
Jedes Team trägt in der regulären Saison neun Heim- und Auswärtsspiele aus. Die Spielzeit beträgt 2 × 20 Minuten. Es wird ohne eine Dreipunktelinie gespielt. Die in der Endtabelle auf den Plätzen 1 und 2 stehenden Teams qualifizieren sich für das Finale, das in einem Spiel entschieden wird.

## Mannschaften
| Mannschaft                | Stadt         | Austragungsort                        | Plätze | Trainer         |
| ------------------------- | ------------- | ------------------------------------- | ------ | --------------- |
| Bankstown Bruins          | Sydney        | Bankstown Basketball Stadium          | 2500   | Shaun O'Connell |
| Brisbane Bullets          | Brisbane      | Auchenflower Stadium                  | 2000   | Robert Young    |
| Canberra Cannons          | Canberra      | Canberra Showgrounds                  |        | Cal Stamp       |
| City of Sydney Astronauts | Sydney        | Alexandria Stadium                    |        | Charlie Ammit   |
| Glenelg Tigers            | Glenelg       | Apollo Entertainment Centre           | 3000   | Alan Dawe       |
| Illawarra Hawks           | Wollongong    | Beaton Park Stadium                   | 2000   | Joe Farrugia    |
| Newcastle Falcons         | Newcastle     | Newcastle Sports Entertainment Centre | 2200   | Bob Turner      |
| Nunawading Spectres       | Melbourne     | Burwood Stadium                       | 2000   | Barry Barnes    |
| St. Kilda Saints          | Melbourne     | Albert Park Basketball Stadium        | 2000   | Brian Kerle     |
| West Adelaide Bearcats    | Port Adelaide | Apollo Entertainment Centre           | 3000   | Ken Richardson  |

## Tabelle
Abschlusstabelle nach Ende der Hauptrunde
- Für das Play-off Halbfinale qualifiziert

| Pl.  | Team                      | Spiele | Siege | Niederlagen | Siegquote | Punkte+ | Punkte- | Punktedifferenz | Heimbilanz | Auswärtsbilanz |
| ---- | ------------------------- | ------ | ----- | ----------- | --------- | ------- | ------- | --------------- | ---------- | -------------- |
| 01.  | St. Kilda Saints          | 18     | 15    | 3           | 83,33 %   | 1689    | 1431    | +258            | 9:0        | 6:3            |
| 02.  | Canberra Cannons          | 18     | 13    | 5           | 72,22 %   | 1448    | 1398    | +50             | 7:3        | 6:3            |
| 03.  | Nunawading Spectres       | 18     | 13    | 5           | 72,22 %   | 1439    | 1349    | +90             | 8:1        | 5:4            |
| 04.  | West Adelaide Bearcats    | 18     | 12    | 6           | 66,67 %   | 1523    | 1397    | +126            | 8:1        | 4:5            |
| 05.  | Brisbane Bullets          | 18     | 10    | 8           | 55,56 %   | 1628    | 1625    | +3              | 6:3        | 4:5            |
| 06.  | Newcastle Falcons         | 18     | 8     | 10          | 44,44 %   | 1550    | 1582    | −32             | 6:3        | 2:7            |
| 07.  | City of Sydney Astronauts | 18     | 8     | 10          | 44,44 %   | 1528    | 1609    | −81             | 5:4        | 3:5            |
| 08.  | Illawarra Hawks           | 18     | 5     | 13          | 27,78 %   | 1442    | 1521    | −79             | 4:5        | 1:8            |
| 09.  | Glenelg Tigers            | 18     | 3     | 15          | 16,67 %   | 1340    | 1524    | −184            | 2:7        | 1:8            |
| 010. | Bankstown Bruins          | 18     | 3     | 15          | 16,67 %   | 1484    | 1635    | −151            | 1:8        | 2:7            |

## Grand Final

### Modus
Die in der Endtabelle auf den Plätzen 1 und 2 stehenden Teams qualifizieren sich für das Finale, das in einem Spiel entschieden wird, wobei das besser gesetzte Team Heimrecht genießt.

### Spiel
|  | Finale |                  |    |
|  |        |                  |    |
|  |        |                  |    |
|  | 1      | St. Kilda Saints | 94 |
|  | 2      | Canberra Cannons | 93 |

## Individuelle Auszeichnungen
- Most Valuable Player der regulären Saison (Andrew Gaze Trophy): Ken Richardson (West Adelaide Bearcats)
- Grand Final MVP: Larry Sengstock (St. Kilda Saints)